# Jorge Cáceres
Jorge Cáceres, cuyo nombre real era Luis Sergio Cáceres Toro (Santiago 18 de abril de 1923 - ibídem, 21 de septiembre de 1949) fue un poeta, artista visual y bailarín chileno, integrante del grupo surrealista Mandrágora.

## Biografía
Jorge nació en una familia acomodada siendo el tercer hijo, de un total de cinco, de Ernesto Cáceres Ramírez (hermano de Guillermo Cáceres, socio fundador del club deportivo Colo-Colo) y de Sofía Toro Pérez. Realizó sus estudios iniciales en el Instituto Luis Campino y posteriormente los continuó en el Internado Nacional Barros Arana en Santiago de Chile.
El 18 de julio de 1938, sin aún cumplir quince años, se integró a la fundación del grupo surrealista chileno Mandrágora, en un acto realizado en la Universidad de Chile. En esa ocasión Enrique Gómez Correa, Braulio Arenas y Teófilo Cid convocaron a la rebeldía perpetua del espíritu, pretendiendo forjar la vida como la más inesperada y asombrosa alegoría. 
Del internado Barros Arana, sin terminar sus estudios secundarios, Cáceres se matriculó en la Escuela de Danza del Ballet Nacional de Chile, que dirigía, en ese entonces, el coreógrafo alemán, Ernst Uthoff. Después de unos años llegó a ser una de las figuras centrales de este ensamble clásico. 
Conoció a Vicente Huidobro cuando sólo tenía 16 años. En los primeros períodos de la década del treinta, Huidobro influyó marcadamente en los jóvenes poetas chilenos, como propagador del surrealismo, ya sea, a través de su discurso alegórico o por los documentos vanguardistas que había traído de Europa, referidos a los trazados y manifiestos de este movimiento. Esta documentación circuló profusamente entre los adherentes de "Mandrágora", e influyó de manera notoria en Jorge Cáceres a quien lo estimuló a escribir sus primeros poemas y a hacer collages, fotomontajes y caligramas. Cáceres intervino, en 1941 y en 1943, en dos exhibiciones, con Braulio Arenas, en Santiago de Chile. Ulteriormente, expuso sus trabajos, individualmente, en la Galerie Bard de París, en 1948.
Falleció el 21 de septiembre de 1949, en su apartamento de calle Lira 314, en Santiago de Chile, donde vivía solo, al parecer de un accidente doméstico en el baño, que no quedó suficientemente aclarado y que podría tratarse de un ataque cardíaco o de un suicidio ya que el informe de la autopsia señaló: Toxemia aguda, intoxicación por inhalación de gas.

## Obra
- René o la mecánica celeste (1941)
- Pasada Libre (1941)
- Monumento a los pájaros (1942)
- Por el camino de la gran pirámide polar ( 1942).
- El frac incubadora (1946)
- Textos Inéditos (1979). Recopilación póstuma de Ludwig Zeller
- Jorge Cáceres, poesía encontrada (2002). Recopilación de Guillermo García, Pedro Montes, Mario Artigas y Mauricio Barrientos (Pentagrama Editores).

### En antologías
- 13 poetas chilenos (1948) de Hugo Zambelli
- Cuarenta y un poeta jóvenes de Chile (1943) de Pablo de Rokha;
- Antología crítica de la nueva poesía chilena (1957) de Jorge Elliott
- Atlas de la poesía de Chile (1958) de Antonio de Undurraga.

- Datos: Q9012777
- Multimedia: Jorge Cáceres / Q9012777